# Oscarverleihung 1998
Übersicht aller ausgezeichneten Filme

◄◄ | ◄ | 1994 | 1995 | 1996 | 1997 | Oscarverleihung 1998 | 1999 | 2000 | 2001 | 2002 | ► | ►►

Weitere Ereignisse
Die Oscarverleihung 1998 fand am 23. März 1998 im Shrine Auditorium in Los Angeles statt. Es waren die 70th Annual Academy Awards. Im Jahr der Auszeichnung werden immer Filme des vergangenen Jahres ausgezeichnet, in diesem Fall also die Filme des Jahres 1997.
Überragender Gewinner an diesem Abend war der Film Titanic, der von 14 Nominierungen ganze elf Auszeichnungen abräumen konnte. Er hält damit bis heute zusammen mit Ben Hur und Der Herr der Ringe: Die Rückkehr des Königs den Rekord an Trophäen.

## Moderation
Billy Crystal führte zum sechsten Mal als Moderator durch die Oscarverleihung. Die Präsentatoren der Kandidaten sind bei den jeweiligen Kategorien weiter unten aufgeführt.

## Gewinner und Nominierungen
| Film                                               | N  | A  |
| -------------------------------------------------- | -- | -- |
| Titanic                                            | 14 | 11 |
| Good Will Hunting                                  | 9  | 2  |
| L.A. Confidential                                  | 9  | 2  |
| Besser geht’s nicht                                | 7  | 2  |
| Amistad                                            | 4  | 0  |
| Die Flügel der Taube                               | 4  | 0  |
| Ganz oder gar nicht                                | 4  | 1  |
| Kundun                                             | 4  | 0  |
| Boogie Nights                                      | 3  | 0  |
| Men in Black                                       | 3  | 1  |
| Air Force One                                      | 2  | 0  |
| Anastasia                                          | 2  | 0  |
| Con Air                                            | 2  | 0  |
| Ihre Majestät Mrs. Brown                           | 2  | 0  |
| Das süße Jenseits                                  | 2  | 0  |
| Wag the Dog – Wenn der Schwanz mit dem Hund wedelt | 2  | 0  |

### Bester Film
präsentiert von Sean Connery
Titanic – James Cameron, Jon Landau
Besser geht’s nicht (As Good as It Gets) – James L. Brooks, Bridget Johnson, Kristi Zea
Ganz oder gar nicht (The Full Monty) – Uberto Pasolini
Good Will Hunting – Lawrence Bender
L.A. Confidential – Curtis Hanson, Arnon Milchan, Michael G. Nathanson

### Beste Regie
präsentiert von Warren Beatty
James Cameron – Titanic
Peter Cattaneo – Ganz oder gar nicht (The Full Monty)
Atom Egoyan – Das süße Jenseits (The Sweet Hereafter)
Curtis Hanson – L.A. Confidential
Gus Van Sant – Good Will Hunting

### Bester Hauptdarsteller
präsentiert von Frances McDormand

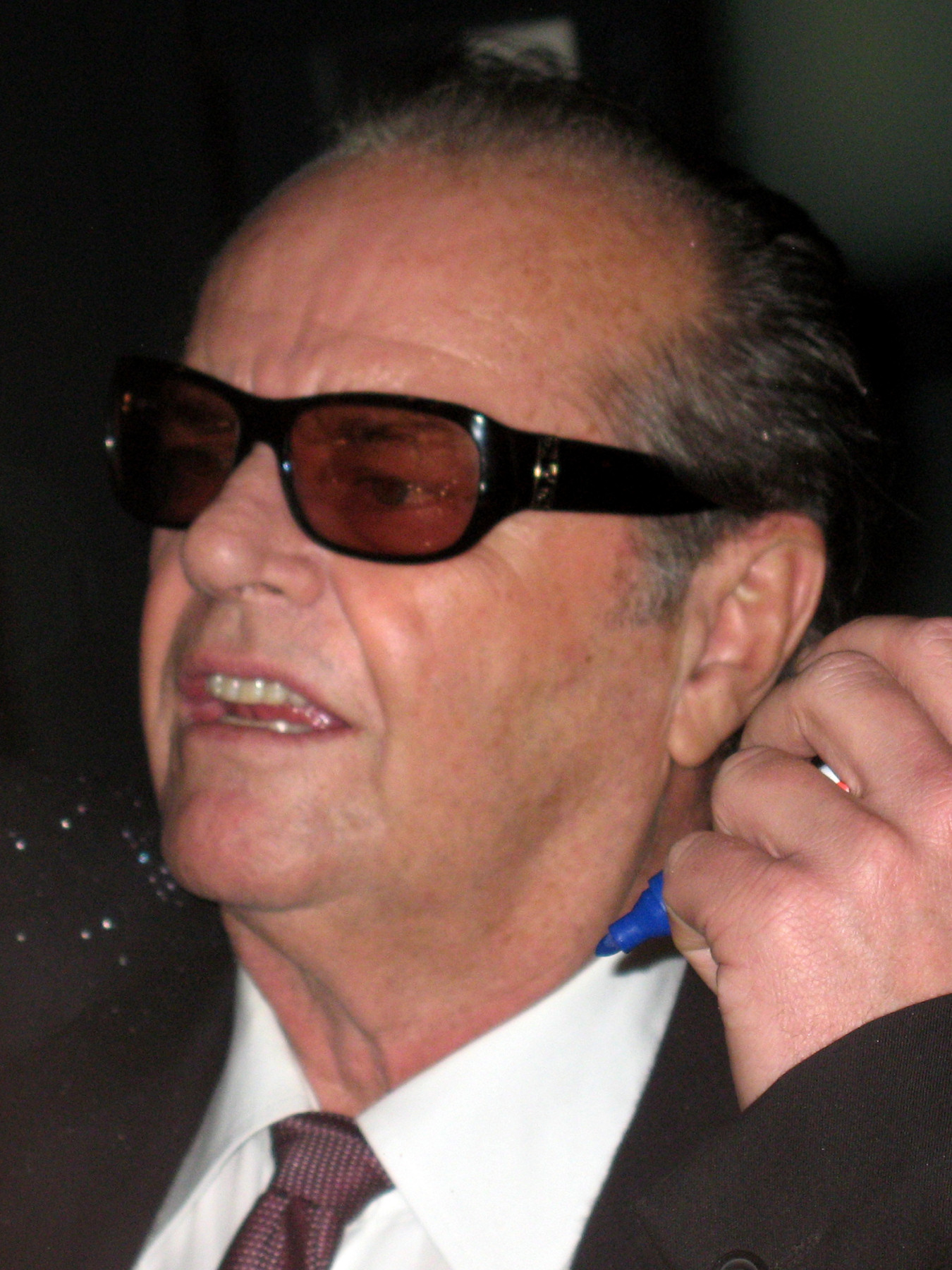
Jack Nicholson

Jack Nicholson – Besser geht’s nicht (As Good as It Gets)
Matt Damon – Good Will Hunting
Robert Duvall – Apostel! (The Apostle)
Peter Fonda – Ulee’s Gold
Dustin Hoffman – Wag the Dog – Wenn der Schwanz mit dem Hund wedelt (Wag the Dog)

### Beste Hauptdarstellerin
präsentiert von Geoffrey Rush

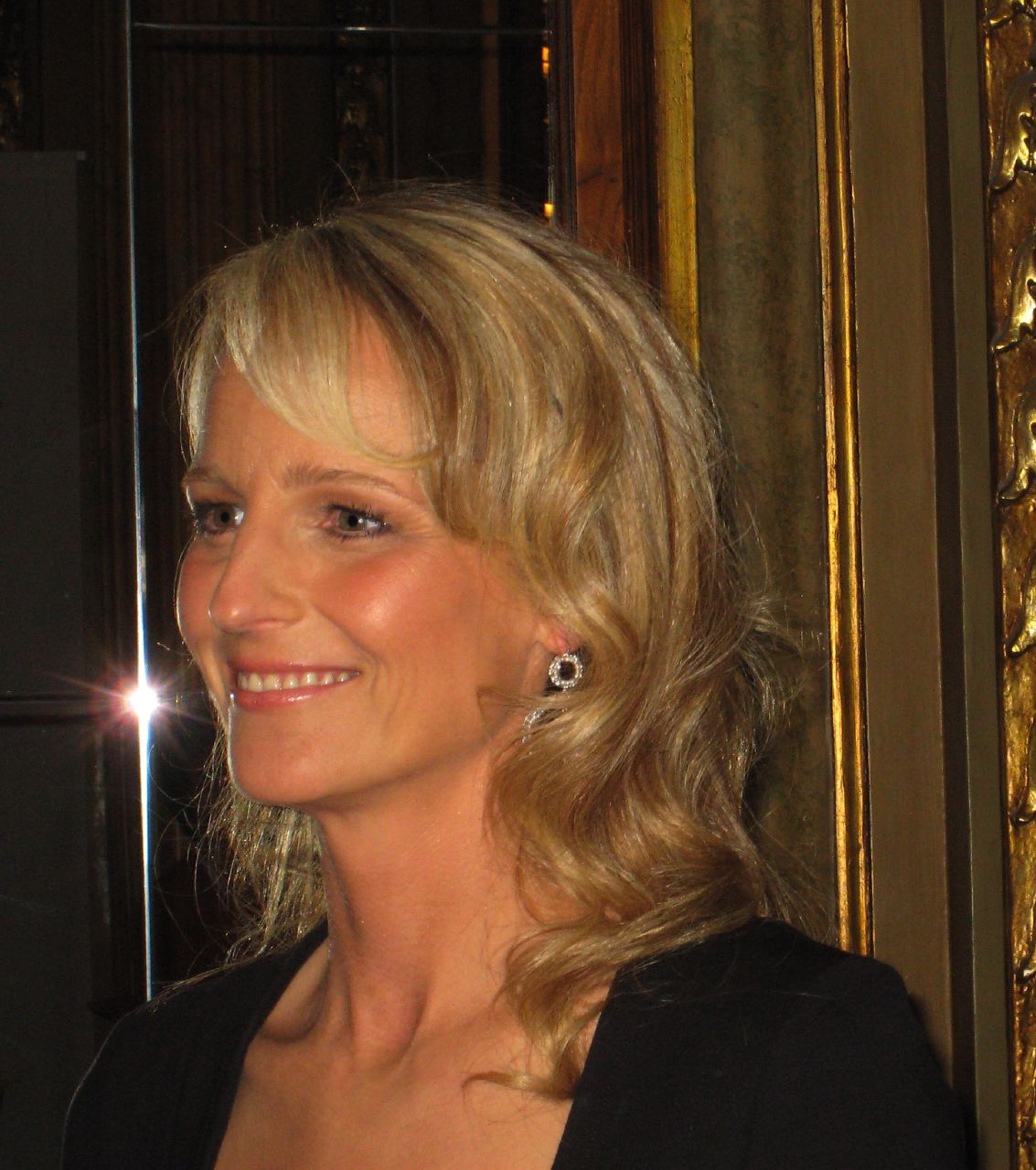
Helen Hunt

Helen Hunt – Besser geht’s nicht (As Good as It Gets)
Helena Bonham Carter – Die Flügel der Taube (The Wings of the Dove)
Julie Christie – Liebesflüstern (Afterglow)
Judi Dench – Ihre Majestät Mrs. Brown (Mrs. Brown)
Kate Winslet – Titanic

### Bester Nebendarsteller

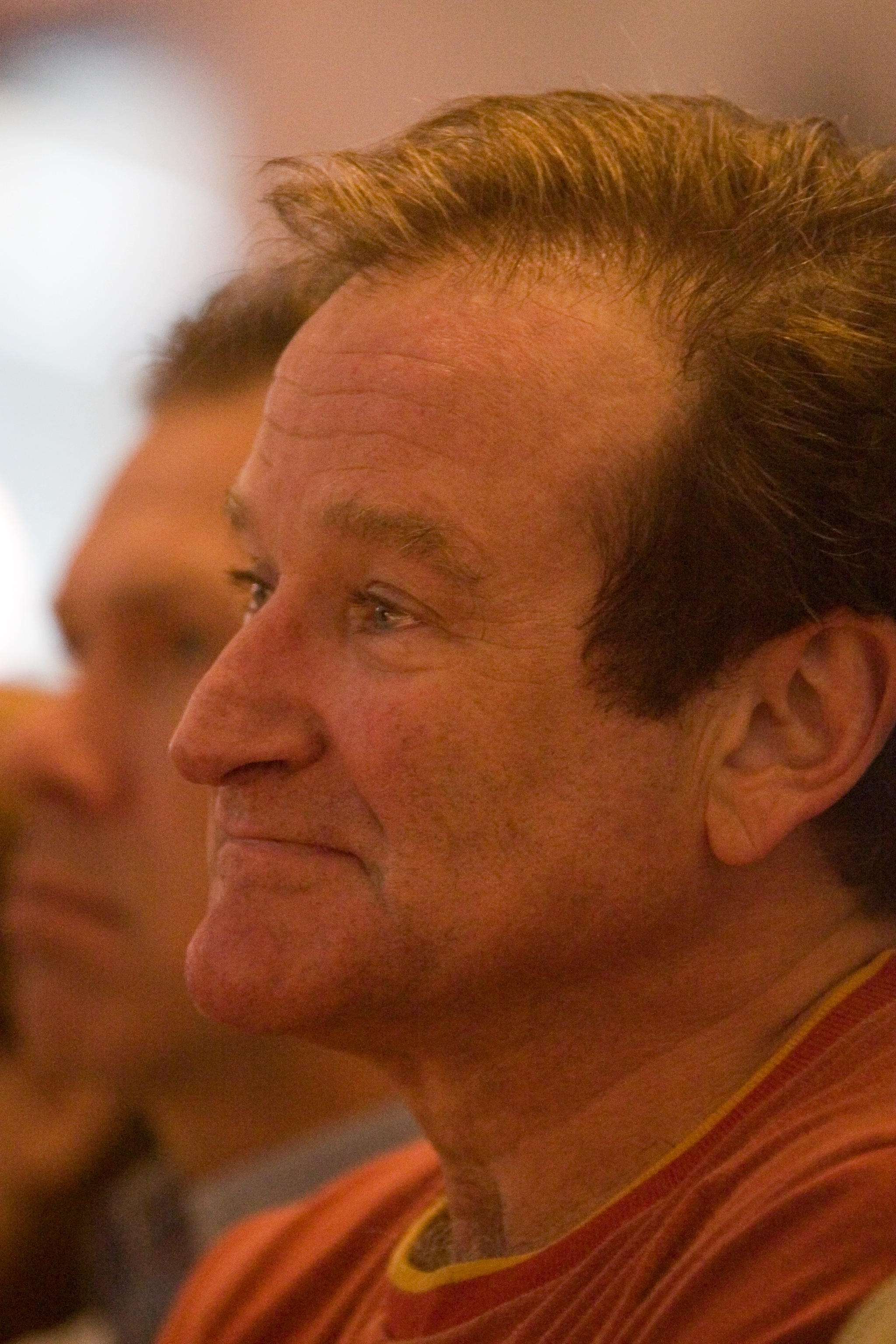
Robin Williams

präsentiert von Mira Sorvino
Robin Williams – Good Will Hunting
Robert Forster – Jackie Brown
Anthony Hopkins – Amistad
Greg Kinnear – Besser geht’s nicht (As Good as It Gets)
Burt Reynolds – Boogie Nights

### Beste Nebendarstellerin

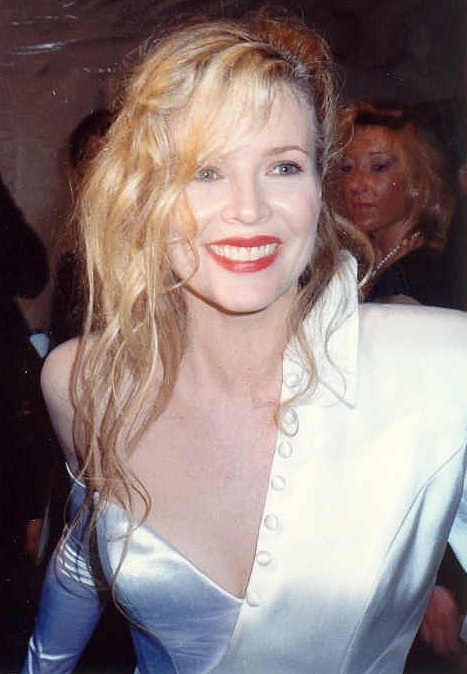
Kim Basinger

präsentiert von Cuba Gooding Jr.
Kim Basinger – L.A. Confidential
Joan Cusack – In & Out
Minnie Driver – Good Will Hunting
Julianne Moore – Boogie Nights
Gloria Stuart – Titanic

### Bestes Original-Drehbuch

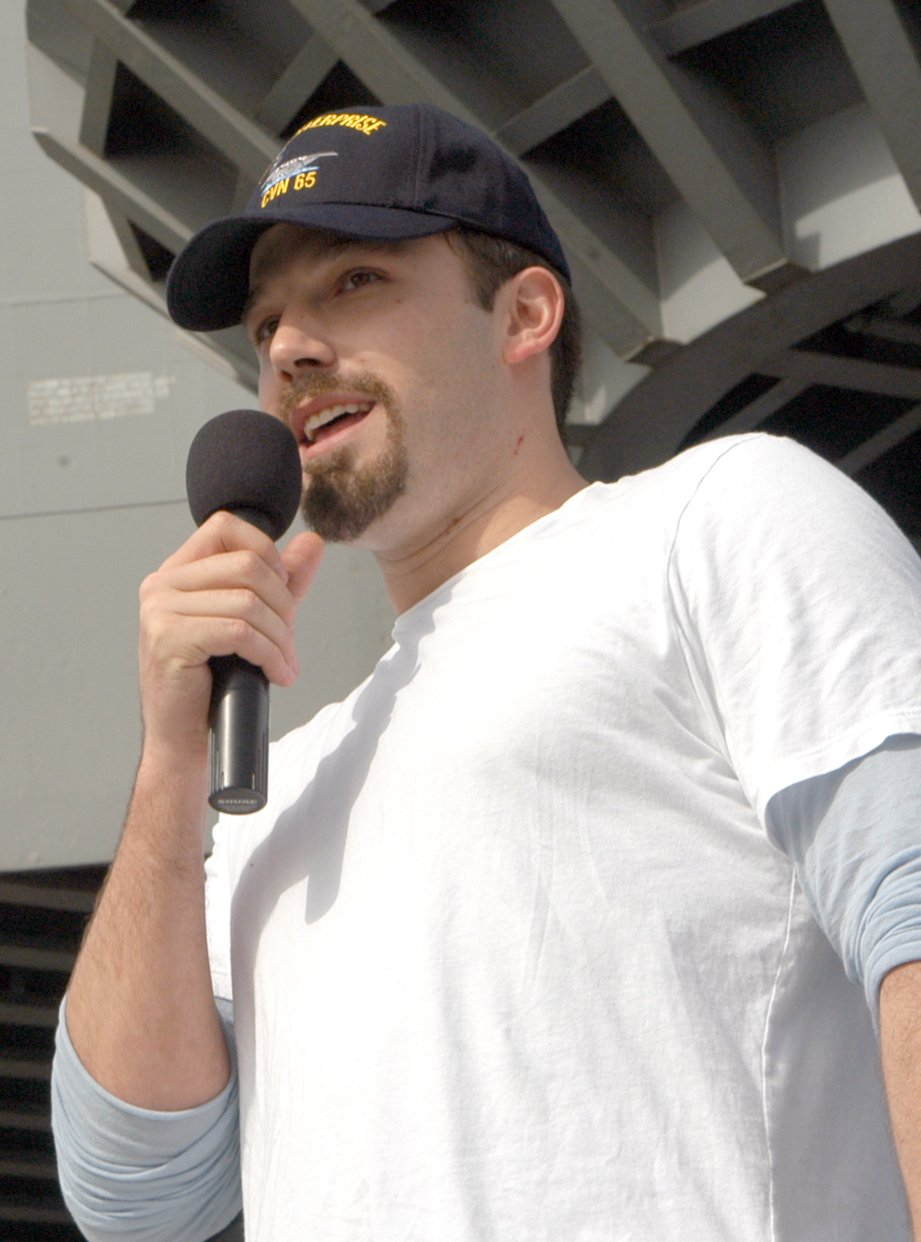
Ben Affleck

präsentiert von Jack Lemmon und Walter Matthau
Ben Affleck, Matt Damon – Good Will Hunting
Woody Allen – Harry außer sich (Deconstructing Harry)
Paul Thomas Anderson – Boogie Nights
Mark Andrus, James L. Brooks – Besser geht’s nicht (As Good as It Gets)
Simon Beaufoy – Ganz oder gar nicht (The Full Monty)

### Bestes adaptiertes Drehbuch
präsentiert von Jack Lemmon und Walter Matthau
Curtis Hanson, Brian Helgeland – L.A. Confidential
Hossein Amini – Die Flügel der Taube (The Wings of the Dove)
Paul Attanasio – Donnie Brasco
Atom Egoyan – Das süße Jenseits (The Sweet Hereafter)
Hilary Henkin, David Mamet – Wag the Dog – Wenn der Schwanz mit dem Hund wedelt (Wag the Dog)

### Beste Kamera
präsentiert von Denzel Washington
Russell Carpenter – Titanic
Roger Deakins – Kundun
Janusz Kamiński – Amistad
Eduardo Serra – Die Flügel der Taube (The Wings of the Dove)
Dante Spinotti – L.A. Confidential

### Bestes Szenenbild
präsentiert von Meg Ryan
Michael D. Ford, Peter Lamont – Titanic
Cheryl Carasik, Bo Welch – Men in Black
Dante Ferretti, Francesca Lo Schiavo – Kundun
Jay Hart, Jeannine C. Oppewall – L.A. Confidential
Nancy Nye, Jan Roelfs – Gattaca

### Bestes Kostüm-Design
präsentiert von Elisabeth Shue
Deborah Lynn Scott – Titanic
Ruth E. Carter – Amistad
Dante Ferretti – Kundun
Janet Patterson – Oscar und Lucinda (Oscar and Lucinda)
Sandy Powell – Die Flügel der Taube (The Wings of the Dove)

### Bestes Make-up
präsentiert von Drew Barrymore
David LeRoy Anderson, Rick Baker – Men in Black
Beverley Binda, Veronica Brebner, Lisa Westcott – Ihre Majestät Mrs. Brown (Mrs. Brown)
Greg Cannom, Tina Earnshaw, Simon Thompson – Titanic

### Beste Filmmusik (Original Dramatic Score)
präsentiert von Antonio Banderas
James Horner – Titanic
Danny Elfman – Good Will Hunting
Philip Glass – Kundun
Jerry Goldsmith – L.A. Confidential
John Williams – Amistad

### Beste Filmmusik (Original Musical or Comedy Score)
präsentiert von Jennifer Lopez
Anne Dudley – Ganz oder gar nicht (The Full Monty)
Lynn Ahrens, Stephen Flaherty, David Newman – Anastasia
Danny Elfman – Men in Black
James Newton Howard – Die Hochzeit meines besten Freundes (My Best Friend's Wedding)
Hans Zimmer – Besser geht’s nicht (As Good as It Gets)

### Bester Song
präsentiert von Madonna
"My Heart Will Go On" aus Titanic – James Horner, Will Jennings
"Go the Distance" aus Hercules – Alan Menken, David Zippel
"How Do I Live" aus Con Air – Diane Warren
"Journey to the Past" aus Anastasia – Lynn Ahrens, Stephen Flaherty
"Miss Misery" aus Good Will Hunting – Elliott Smith

### Bester Schnitt
präsentiert von Samuel L. Jackson
Conrad Buff IV, James Cameron, Richard A. Harris – Titanic
Richard Francis-Bruce – Air Force One
Peter Honess – L.A. Confidential
Richard Marks – Besser geht’s nicht (As Good as It Gets)
Pietro Scalia – Good Will Hunting

### Beste Tonmischung
präsentiert von Cameron Diaz
Tom Johnson, Gary Rydstrom, Gary Summers, Mark Ulano – Titanic
Anna Behlmer, Kirk Francis, Andy Nelson – L.A. Confidential
Doug Hemphill, Rick Kline, Paul Massey, Keith A. Wester – Air Force One
William B. Kaplan, Dennis S. Sands, Randy Thom, Tom Johnson – Contact
Kevin O’Connell, Art Rochester, Greg P. Russell – Con Air

### Bester Tonschnitt
präsentiert von Mike Myers
Tom Bellfort, Christopher Boyes – Titanic
Per Hallberg, Mark P. Stoeckinger – Im Körper des Feindes (Face/Off)
Mark A. Mangini – Das fünfte Element (The Fifth Element)

### Beste visuelle Effekte
präsentiert von Helen Hunt
Thomas L. Fisher, Michael Kanfer, Robert Legato, Mark A. Lasoff – Titanic
Scott E. Anderson, Alec Gillis, John Richardson, Phil Tippett – Starship Troopers
Randy Dutra, Michael Lantieri, Dennis Muren, Stan Winston – Vergessene Welt: Jurassic Park (The Lost World: Jurassic Park)

### Bester Kurzfilm (animiert)
präsentiert von Ben Affleck und Matt Damon 
Geri’s Game – Jan Pinkava
Die alte Dame und die Tauben (La vieille dame et les pigeons) – Sylvain Chomet
Famous Fred – Joanna Quinn
Die Nixe (Rusalka) – Alexandr Petrov
Redux Riding Hood – Steve Moore, Dan O’Shannon

### Bester Kurzfilm (Live Action)
präsentiert von Ben Affleck und Matt Damon 
Visas and Virtue – Chris Donahue, Chris Tashima
Dance Lexie Dance – Tim Loane, Pearse Moore
It’s Good to Talk – Roger Goldby, Barney Reisz
Ska’ vi være kærester? – Birger Larsen, Thomas Lydholm
Wolfgang – Anders Thomas Jensen, Kim Magnusson

### Bester Dokumentarfilm (Kurzfilm)
präsentiert von Djimon Hounsou
A Story of Healing – Donna Dewey, Carol Pasternak
Alaska – Die raue Eiswelt (Alaska: Spirit of the Wild) – George Casey, Paul Novros
Amazon – Kieth Merrill, Jonathan Stern
Family Video Diaries: Daughter of the Bride – Terri Randall
Still Kicking: The Fabulous Palm Springs Follies – Andrea Blaugrund, Mel Damski

### Bester Dokumentarfilm (Langform)
präsentiert von Robert De Niro
Ins Gelobte Land (The Long Way Home) – Marvin Hier, Richard Trank
Ayn Rand: A Sense of Life – Michael Paxton
Colors Straight Up – Michèle Ohayon, Julia Schachter
Vier kleine Mädchen (4 Little Girls) – Spike Lee, Samuel D. Pollard
Waco: The Rules of Engagement – William Gazecki

### Bester fremdsprachiger Film
präsentiert von Sharon Stone
Karakter, Niederlande – Mike van Diem
Der Dieb (Vor), Russland – Pawel Grigorjewitsch Tschuchrai
Geheimnisse des Herzens (Secretos del corazón), Spanien – Montxo Armendáriz
Jenseits der Stille, Deutschland – Caroline Link
Vier Tage im September (O Que É Isso, Companheiro?), Brasilien – Bruno Barreto

## Ehren-Oscars

### Honorary Award
präsentiert von Martin Scorsese
- Stanley Donen

### Gordon E. Sawyer Award
- Don Iwerks